# 叙尔斯托夫
叙尔斯托夫（德語：Sülstorf）是德国梅克伦堡-前波美拉尼亚州的一个市镇。总面积18.67平方公里，总人口891人，其中男性460人，女性431人（2011年12月31日），人口密度48人/平方公里。